# سيسيليا كوستا ميلغار
سيسيليا كوستا ميلغار (بالإسبانية: Cecilia Raquel Costa Melgar)‏ مواليد 26 ديسمبر 1992 في فينيا ديل مار، هي لاعبة كرة مضرب تشيلية. أعلى تصنيف لها في الفردي كان 367. أعلى تصنيف لها في الزوجي كان 216.

## النهائيات

### الفردي (4–6)
| الحصيلة | الرقم | التاريخ        | الدورة                          | الأرضية | المنافس             | النتيجة            |
| ------- | ----- | -------------- | ------------------------------- | ------- | ------------------- | ------------------ |
| الوصافة | 1.    | 18 أغسطس 2008  | بيل فيل، الأرجنتين              | ترابية  | فيرونيكا شبيجل      | 1–6, 1–6           |
| الوصافة | 2.    | 24 أكتوبر 2011 | بوغوتا، كولومبيا                | ترابية  | باتريسيا كو فلوريس  | 7–6(8–6), 5–7, 3–6 |
| الوصافة | 3.    | 23 يوليو 2012  | لاباز، بوليفيا                  | ترابية  | غوادالوبي مورينو    | 5–7, 3–6           |
| الوصافة | 4.    | 30 يوليو 2012  | سانتا كروز دي لا سييرا، بوليفيا | ترابية  | كاميلا سيلفا        | 4–6, 7–6(7–1), 3–6 |
| الفوز   | 1.    | 10 سبتمبر 2012 | بريرا، كولومبيا                 | ترابية  | اناستازيا خارتشينكو | 6–2, 6–3           |
| الفوز   | 2.    | 17 سبتمبر 2012 | بوغوتا، كولومبيا                | ترابية  | يوليانا ليزارازو    | 1–6, 6–3, 6–4      |
| الفوز   | 3.    | 22 أكتوبر 2012 | سانتياغو، تشيلي                 | ترابية  | دانييلا سيغيل       | 6–4, 6–2           |

## روابط خارجية
- سيسيليا كوستا ميلغار على موقع رابطة محترفات التنس (الإنجليزية)
- سيسيليا كوستا ميلغار على موقع الاتحاد الدولي لكرة المضرب (الإنجليزية)
- سيسيليا كوستا ميلغار على موقع كأس بيلي جين كينغ (الإنجليزية)
- سيسيليا كوستا ميلغار على موقع خلاصة التنس.كوم (الإنجليزية)
- سيسيليا كوستا ميلغار على موقع إي إس بي إن.كوم (الإنجليزية)